# Acarnania

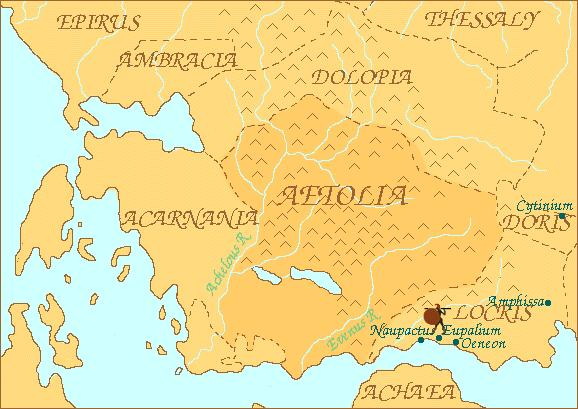
Antica regiune Acarnania din Grecia

Acarnania este o regiune istorică în vestul Greciei centrale. Dominată de Sparta, apoi de Teba, s-a aliat împotriva Romei cu regele Filip al V-lea al Macedoniei. A fost cucerită de romani în 168 î.Hr.